# Atraphaxis teretifolia
Atraphaxis teretifolia är en slideväxtart som först beskrevs av Mikhail Grigoríevič Popov, och fick sitt nu gällande namn av Komarov. Atraphaxis teretifolia ingår i släktet Atraphaxis och familjen slideväxter. Inga underarter finns listade i Catalogue of Life.